# Мауру Вінісіус да Сілва
Мауру Вінісіус Іларіу Лоуренсу да Сілва (порт. Mauro Vinícius Hilário Lourenço da Silva, нар. 26 грудня 1986) — бразильський легкоатлет, який спеціалізувався на стрибках у довжину.

## Спортивні досягнення
Фіналіст (7-е місце) олімпійських змагань зі стрибків у довжину (2012). Учасник олімпійських змагань зі стрибків у довжину (2008) — не подолав кваліфікаційний раунд.
Фіналіст (5-е місце) чемпіонату світу зі стрибків у довжину (2013).
Дворазовий чемпіон світу в приміщенні зі стрибків у довжину (2012, 2014).
Чемпіон Південної Америки зі стрибків у довжину (2013). Бронзовий призер чемпіонату Південної Америки зі стрибків у довжину (2015).
Срібний призер Південноамериканських ігор з естафетного бігу 4×100 метрів (2006). Бронзовий призер Південноамериканських ігор зі стрибків у довжину (2014).
Чемпіон Бразилії зі стрибків у довжину (2012, 2013).